# 內核函數
在計算中，內核函數是為高吞吐量加速器（例如GPU，DSP或FPGA）編譯的例程，與主程序分開。它們有時被稱為计算着色器，與GPU 共享頂點著色器和像素著色器的執行單元，但不限於在一類設備或圖形API上執行。

## 使用
在實現傳統語言中的算法（除了沒有隱含的順序操作）或傳遞給內部迭代器的代碼時，計算內核大致對應於內部循環。
可以使用OpenCL C （由OpenCL API 管理）的單獨編程語言來指定為着色器（由OpenGL之類的圖形API管理），或者直接嵌入在高级语言的應用程序代碼，就像C++ AMP的情況一樣。

## 向量處理
這種編程範例可以很好地映射到向量處理器：假設批處理中的每個內核調用都是獨立的，允許數據並行執行。然而，在某些情況下，线性一致性有時可能用於數據之間的同步（用於相互依存的工作）。每個調用都有給定的索引（1維或更多維），從中可以執行緩衝區數據的任意尋址（包括分散收集操作），只要遵守不重疊的假設。

## Vulkan API
Vulkan (API)，以描述兩個着色器，和内核函数，在一個獨立於語言和與跨平台的方式。其目的是促進語言演進，並提供更自然的利用GPU計算能力的能力，符合硬件開發（如統一內存架構和異構系統架構）。這允許CPU和GPU之間更密切的合作。

## 另見
- DirectCompute
- CUDA
- OpenMP
- OpenCL
- Metal (API)
- GPGPU
- 并行向量处理机
- Xeon Phi
- RISC-V § Vector extension
- 數位訊號處理器
- FPGA
- 串流處理